# Bistra (Alba)
Bistra (in ungherese Bisztra, in tedesco Bistrau) è un comune della Romania di 4 976 abitanti, ubicato nel distretto di Alba, nella regione storica della Transilvania.
Il comune è formato da un insieme di 32 villaggi: Aronești, Bălești, Bălești-Cătun, Bârlești, Bistra, Cheleteni, Ciuldești, Crețești(unde cei mai tari sunt a lui Rimboi si a lui Beschelau), Dâmbureni, Dealu Muntelui, Durăști, Gănești, Gârde, Hodișești, Hudricești, Lipaia, Lunca Largă, Lunca Merilor, Mihăiești, Nămaș, Novăcești, Perjești, Poiana, Rătitiș, Runcuri, Sălăgești, Ștefanca, Țărănești, Trișorești, Vârși-Rontu, Vârșii Mari, Vârșii Mici.